# Жовтий імператор
Жовтий імператор або Хуан-ді (кит.: 黄帝) — легендарний правитель Китаю, культурний герой та персонаж традиційної китайської релігії. Вважається пращуром усіх китайців, борцем зі злими богами, духами й варварами, засновником даосизму та винахідником багатьох культурних благ. Головна фігура китайського фундаційного міфу. Сима Цянь запровадив традицію вважати Хуан-ді першим історичним правителем Китаю.

## Імена
Власне ім'я цього персонажа — Ґунсунь Сюаньюань (кит.: 公孫軒轅). Також знаний як Сюаньюань-ши (кит.: 轩辕氏) чи Юсюн-ши (кит.: 有熊氏). Ім'я Хуан-ді, що зазвичай перекладається як Жовтий імператор, пов'язане з символічним кольором землі, зі стихією якої ототожнювалася епоха його правління. За династії Хань його почали величати Жовтим богом, так само, як і верховного бога Шан-ді.

## Хуан-ді в міфах і легендах

### Культурний герой
Його матір'ю була Фубао чи Юцяо з племені юцзяо, батьком іноді вказується вождь Шао-дань. Ґунсунь Сюаньюань був зачатий блискавкою, що вдарила з сузір'я Великого Ковша, його мати була вагітна 26 місяців, а народившись, хлопчик одразу вмів розмовляти. Згідно з апокрифічними текстами, що супроводжують «Карту жовтої річки», Ґунсунь Сюаньюань походив від частки сутності Шан-ді. Місцем його народження вважається Цюйфу. Іноді описується, що він мав чотири обличчя. За деякими переказами бог сонця та вогню Ян-ді був його братом і обоє поділили Піднебесну між собою порівну.
Ґунсунь Сюаньюань ріс землеробом у Чжуолу, де приборкав шістьох звірів: чорного й бурого ведмедів, тигра, та міфічних пі, чу і сю (ведмедів, тигрів, лисиць, пантер і рисей за іншими згадками). Успадкувавши трон, отримав ім'я Хуан-ді. Винайшов сокиру, ступку, лук і стріли, халат і черевики. Він навчив людей копати колодязі, майструвати вози і човни, виготовляти музичні інструменти. Йому також приписується винайдення органів влади і монет. Хуан-ді продовжив справу Шень-нуна з вивчення лікарських рослин. Літописець Хуан-ді на ім'я Цан-цзє винайшов ієрогліфічну писемність, а Жун Чен створив календар. За деякими переказами, Хуан-ді перший став розділяти одяг на чоловічий і жіночий. Богиня Сюань-нюй навчила Хуан-ді даоських сексуальних практик для збереження молодості, та законів ведення війни. Здійснивши подорож на схід до моря, Хуан-ді зустрів звіра Байцзе, котрий розповів йому всі таємниці про злих духів. Хуан-ді приписується проголошення основ даосизму, що потім були використані Лао-цзи.

### Боротьба з Чі-ю
Якось бог сонця Ян-ді відмовився сплатити Хуан-ді данину. Жовтий імператор зібрав звірів — тигрів, ведмедів та інших хижаків, яких раніше приборкав, і вирушив на битву з Ян-ді, У якій переміг. Місце тієї битви відоме як Баньцюань.
У Ян-ді був міністр чи нащадок на ім'я Чі-ю, напів-людина, напів-звір, видатний чаклун і винахідник 5-и видів зброї. Часом згадується, що Чі-ю мав людське тіло, шість пташиних ніг, вісім рук, чотири ока і ріг. Він збунтувався проти Ян-ді, узурпував владу в його володіннях і пішов війною на Хуан-ді. За іншою версією, він задумав помститися за вбивство Ян-ді. Чі-ю зібрав армію з 81-го чи 88-и шестируких братів-велетнів і 9-и племен південних варварів. Біля міста Чжуолу відбулася битва армії Чі-ю проти армії Хуан-ді, що складалася з безлічі союзних людей і духів. Однак, сили Чі-ю переважали, він наслав на ворогів триденний туман і Хуан-ді опинився на межі поразки. Проте мудрець Фен-хоу (за іншими версіями сам Жовтий імператор) змайстрував механічний компас — «візок, який вказує південь», із допомогою якого вивів військо з туману. За допомогою своєї дочки, богині посухи Но-ба (інакше знана як просто Ба), Хуан-ді розвіяв туман. На бік Жовтого імператора став бог вітру Фен-бо, котрий замів ворогам шлях, а бог дощу Ю-ши перетворив пил на бруд. Подекуди стверджується, що Фен-бо бився на боці Чі-ю.
Тоді Чі-ю з допомогою своїх підданих зачаклував армію Хуан-ді звуками, змусивши заціпеніти. Хуан-ді у свою чергу наказав грати в роги, звук яких нагадував ревіння дракона. Злякавшись, союзники Чі-ю відступили. Хуан-ді наказав розшукати одноногого бика куя, вбити його і зробити зі шкури барабан, а з його кісток — палички. Б'ючи в цей барабан, Хуан-ді спричинив такий гуркіт, що ворожі сили розбіглися, а Чі-ю втратив здатність чаклувати.
Зазнавши поразки, Чі-ю заручився підтримкою велетня Куа-фу (або племені велетнів із такою ж назвою). Хуан-ді звернувся за допомогою до богині Сюань-нюй, аби вона навчила його таємниць ведення війни. Вона вручила Хуан-ді численні чарівні речі та навчила його як правильно воювати. Дракон Ін-лун здолав Куа-фу та братів-велетнів Чі-ю. Хуан-ді схопив лиходія та стратив його на горі Лішан. Його кінцівки відрубали та розкидали по різних землях, де потім було споруджено гробниці. Там, де викинули зброю Чі-ю, виріс гай червоних кленів, у якому відтоді чутно нарікання Чі-ю на несправедливе покарання. Тіло та голову Чі-ю закопали під пагорбами в Шендуні та Січжоу. Соляне озеро біля Січжоу через це стало червоним і з нього піднімалися червоні випари. Місцеві жителі вшановували Чі-ю ще в часи династії Хань, тобто, майже за 2 тис. років після його загибелі.
Також згадується, що після поразки Чі-ю, Ян-ді обернувся проти Хуан-ді. Той переміг знову та відібрав у Ян-ді владу. Після війни з Чі-ю народ зазнав злиднів і задумав збунтуватися. Хуан-ді намалював Чі-ю і показав його бунтарям, після чого ті втихомирилися. На честь перемоги Жовтий імператор влаштував святкування, та якому придумав танець з 10-и рухів, який зображав події битви з Чі-ю. Богиня Ба, витративши свої сили, не могла більше повернутися на небо, тому лишилася на землі на горі Куньлунь. Коли вона спускалася звідти, наставала посуха.

### Спадок і смерть
У Хуан-ді було багато дружин і 25 синів, 14 із яких заснували великі роди. Правління Хуан-ді тривало 300 років. Незадовго до його смерті на землі з'явилися цілінь і фенікс, які означали, що той правив мудро. Наприкінці життя Хуан-ді зібрав мідь на горі Цзіншань і вилив з неї триногий глек. Тоді з неба спустився дракон, Хуан-ді вхопився за його вус і злетів на небо. Даоси вважали, що Хуан-ді перед цим пізнав Дао і став безсмертним. Тому в його могилі, за переказом, лежали тільки плащ і капелюх чи посох. Відомо про одразу два мавзолеї Хуан-ді в провінції Шенсі, а також по одній в Хенань, Хебей і Ганьсу.

## Історичність Хуан-ді
Сима Цянь в «Історичних записах» (94 до н. е.) запровадив традицію вважати Хуан-ді першим історичним правителем Китаю, тоді як відомості про раніших вважав надто легендарними. У 79 році до н. е. сановник Лю Фуліна, Чжан Шоуван, вирахував, що Хуан-ді правив 6 тис. років тому. Проте імператорський двір відхилив визнання такого датування, дотримуючись думки, що минуло 3629 років. Італійський єзуїт, місіонер Мартіно Мартіні в 1658 році опублікував своє дослідження, згідно з яким Хуан-ді зійшов на престол у 2697 році до н. е. На відміну від Сима Цяня, він вів відлік китайських історичних правителів від Фу-сі. Думки про таке ж датування дотримувався місіонер Філіп Куплет у праці 1686 року. Ці дослідження спричинили інтерес у Європі з огляду на їх порівняння з біблійною хронологією.
Із 1903 трапляється використання дати 2697 рік до н. е. як точки відліку китайського календаря. На початку XX століття зустрічалися й інші датування. Так, революційна організація Тунменхой вважала першим роком 2696 до н. е. Канонознавець Лю Шіпей вів відлік від 2711 до н. е. У 1920-і такі історики, як Гу Цзеган стверджували, що Хуан-ді первісно був божеством, яке в Епоху воюючих царств стали раціонально описувати як обожненого правителя. Французькі історики Анрі Масперо та Марсель Гране погоджувалися між собою, що Хуан-ді — це історизований персонаж легенд.

## Галерея

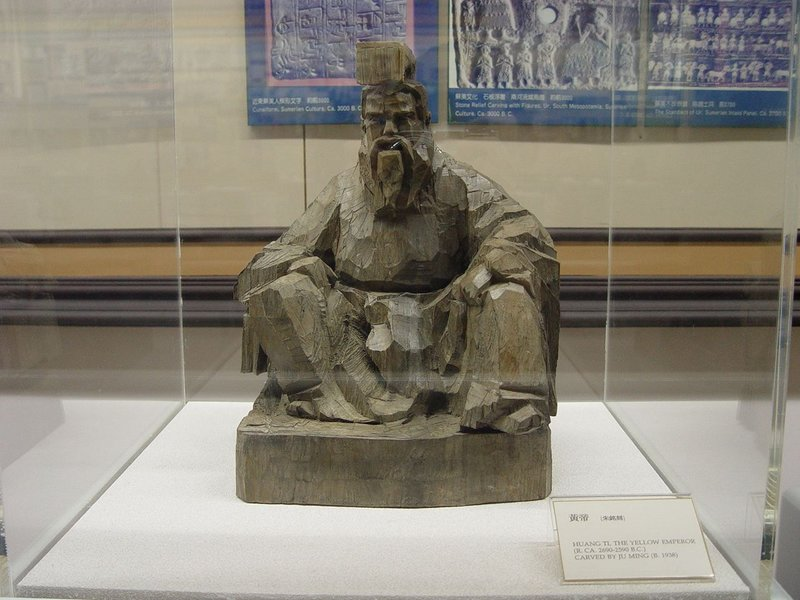
Скульптура Жовтого імператора в Забороненому місті
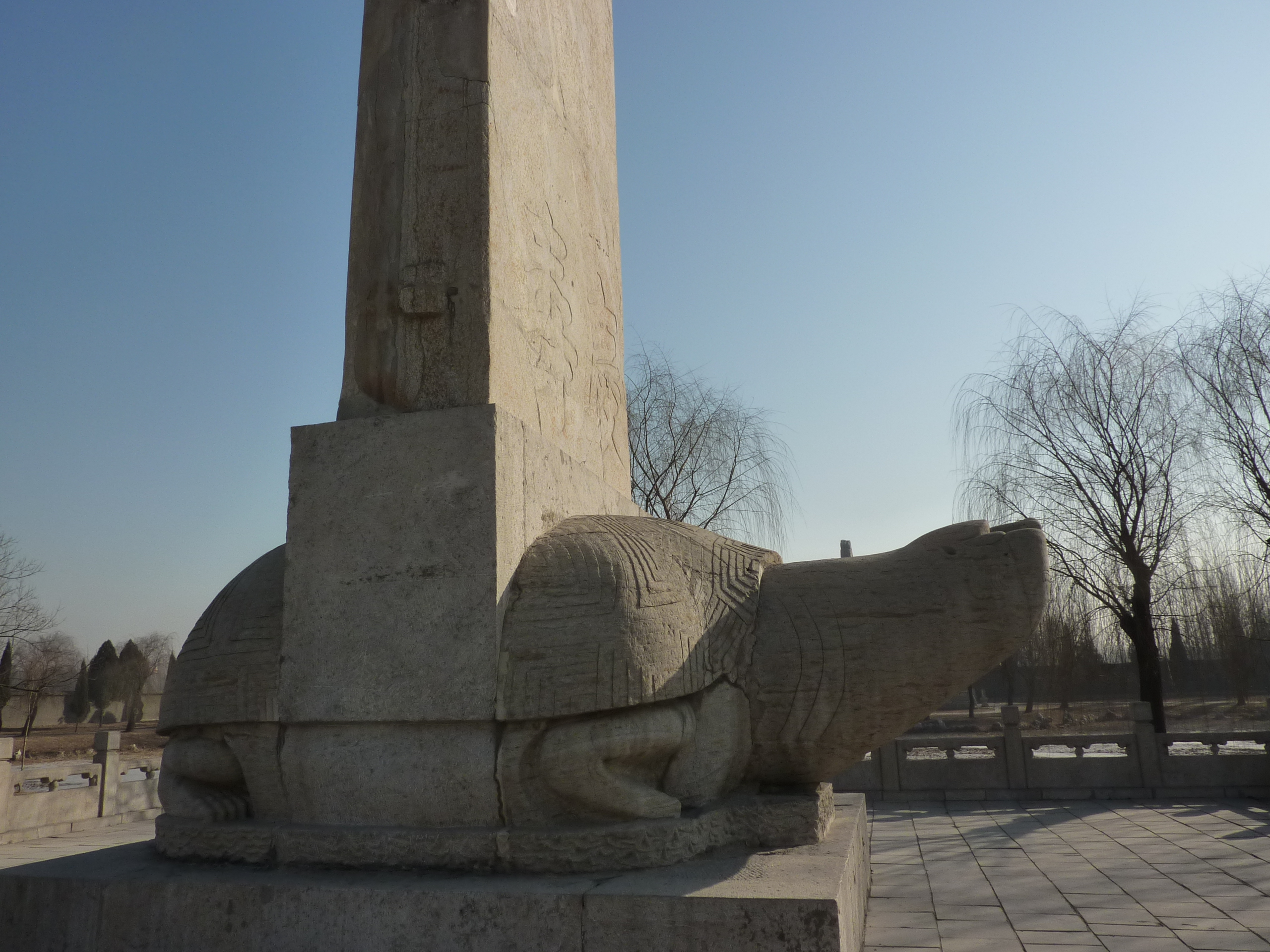
Одна з двох 6-метрових черепах на місці народження Жовтого імператора (м. Цюйфу)
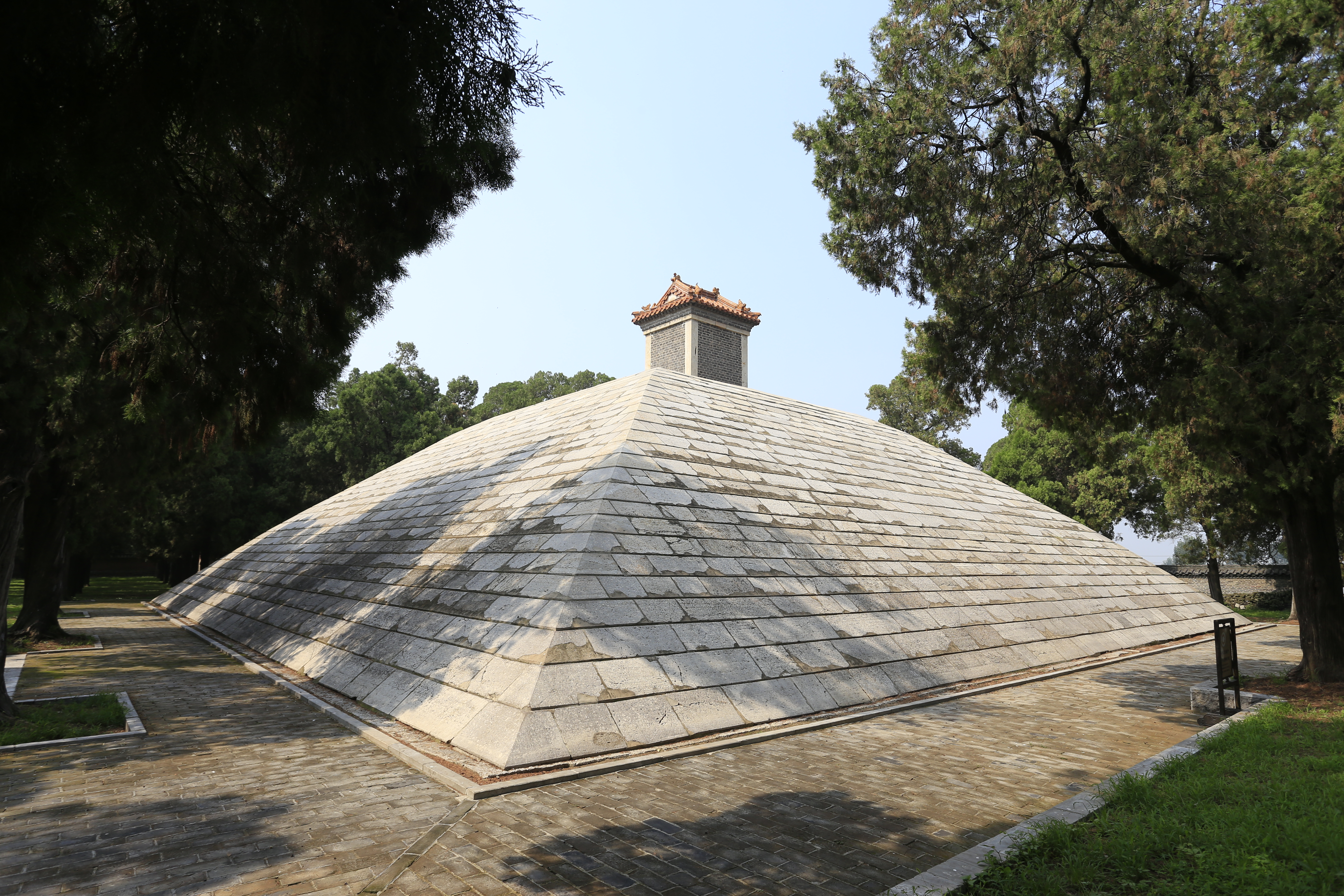
Шоу цю (Пагорб довголіття) на місці народження Жовтого імператора
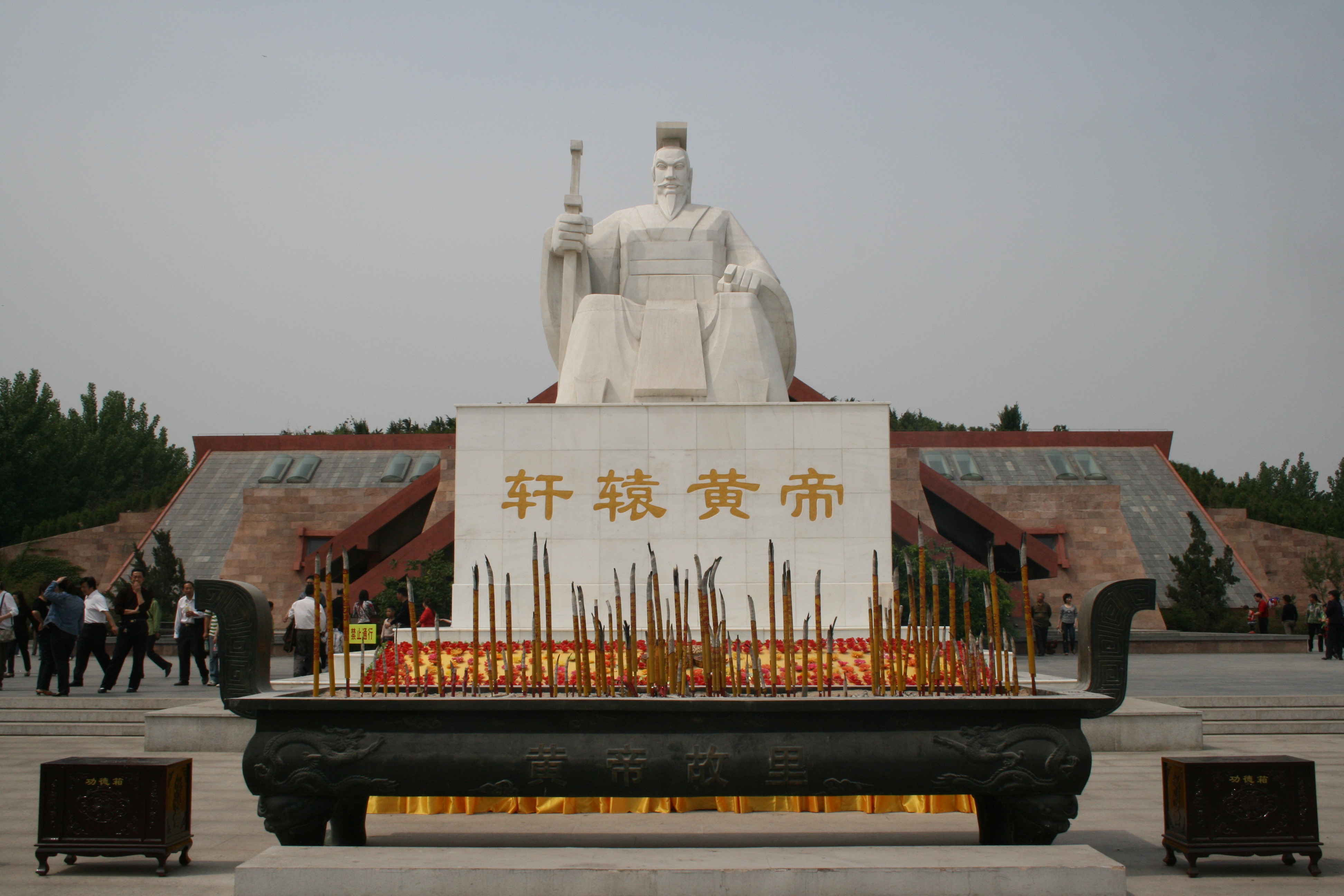
Статуя Хуан-ді в його храмі в Сіньчжені
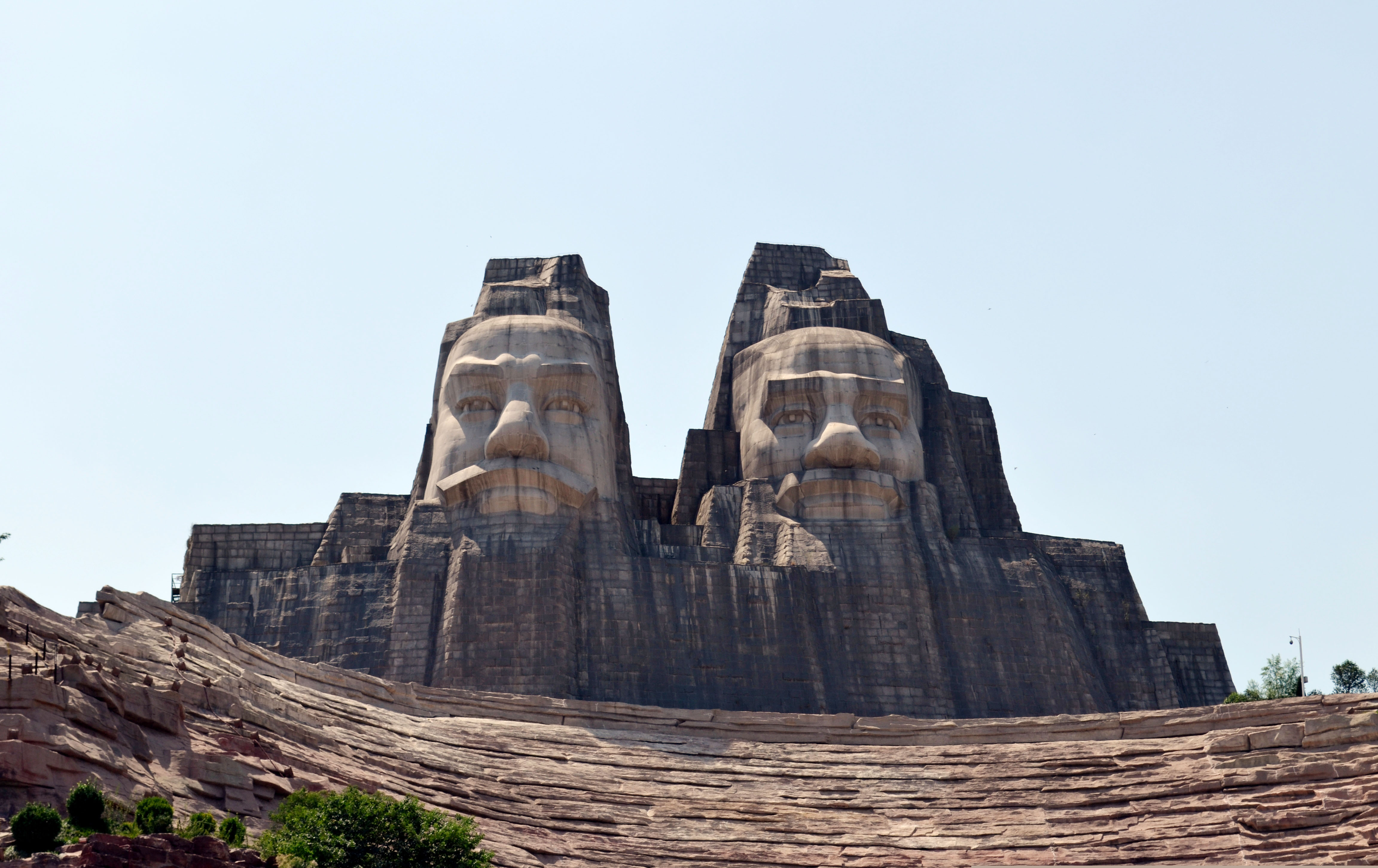
Скульптура Хуан-ді та його брата Ян-ді в Хенані